# Carl Jakob Mörk

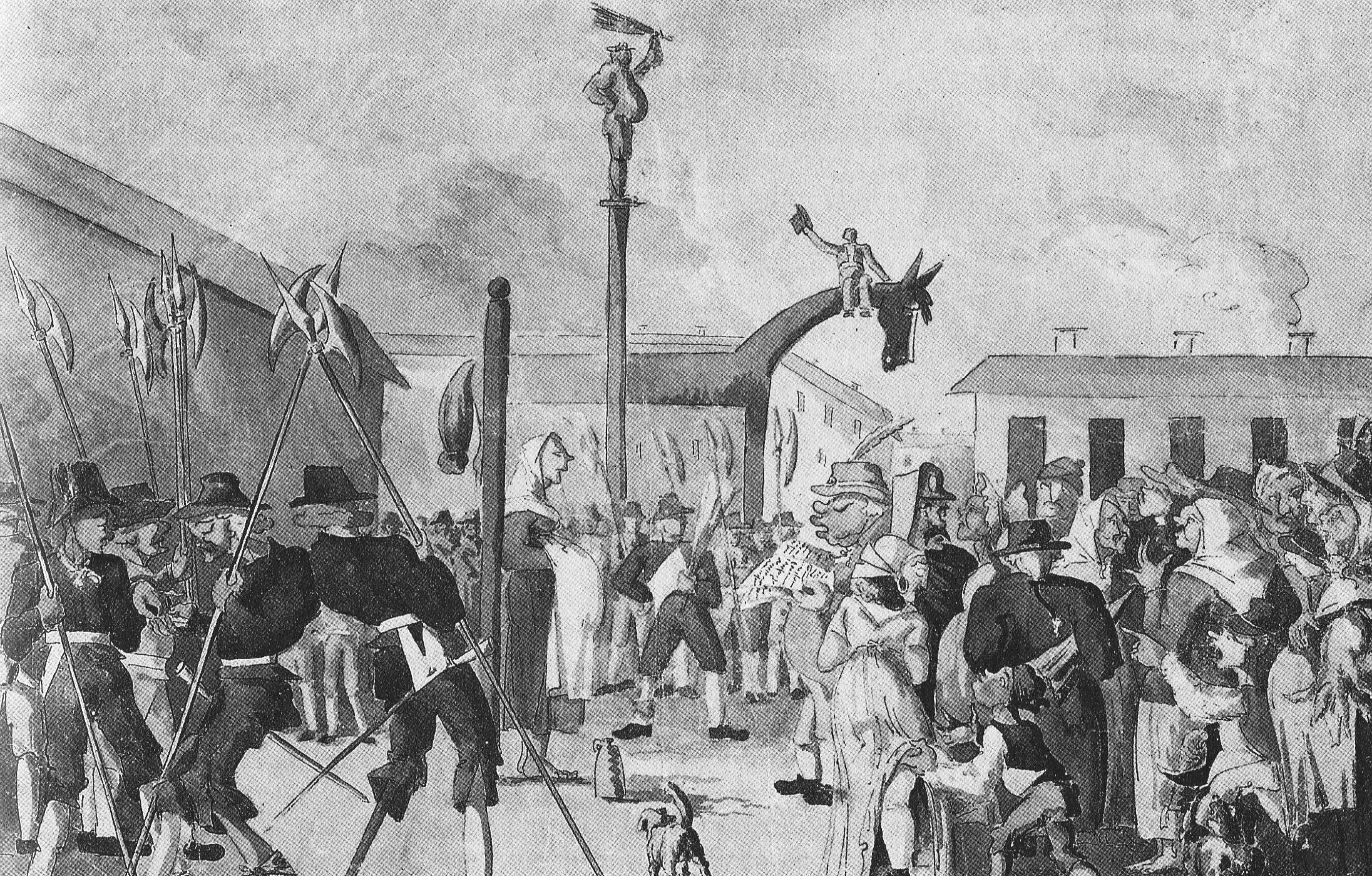
Livet på Packaretorget, C.J. Mörk, 1807.

Carl Jakob Mörk, född 18 september 1780 i Stockholm, död 25 februari 1828 i Stockholm, var en svensk läkare, akvarellist och litograf.
Han var son till Jakob Mörck och Rebecca Carlberg. Mörk fick sin första konstnärliga utbildning av sin far och studerade senare vid Konstakademien 1801–1802. Han blev mästare vid Stockholms målarämbete 1804. Han var verksam som underläkare vid lantvärnet 1808 och vid Hälsinge regemente 1809–1818. Under 1800-talets första decennium utförde han en stor mängd akvareller med karikerade scener från Stockholms gatu- och folkliv. Han skildrade offentliga bestraffningar på Stortorget och hur den dåtida sedlighetspolisen tar hand om några gatunymfer i en nästan reportagemässig stil. Han utgav 1819 Carricaturer, I häftet som innehöll fyra kolorerade litografier. Mörk är representerad vid Uppsala universitetsbibliotek, Stockholms stadsmuseum och Norrköpings konstmuseum.